# Oxyuranus microlepidotus
La taipán del interior, serpiente de escamas pequeñas, o serpiente taipán (Oxyuranus microlepidotus) es una especie de serpiente de la familia Elapidae nativa de Australia y la serpiente terrestre más venenosa del mundo. Esta serpiente aunque extremadamente venenosa es tímida y dócil.

## Veneno
Una mordida de taipán del interior puede contener suficiente veneno para matar a 300 personas adultas o 253,000 ratones. Su veneno es 200-500 veces más tóxico que la mayoría de las serpientes de cascabel y 50 veces más tóxico que el de una cobra. El veneno tiene acción neurotóxica y dicen que podría llegar a matar potencialmente a un humano adulto en 45 minutos, aunque no hay información alguna documentada sobre muertes humanas. 
La cantidad promedio de veneno entregado por esta especie es de 44 mg y la dosis máxima registrada es de 110 mg, en comparación con la cobra india (Naja naja) 169 mg / max 610 mg y la serpiente de cascabel de América del Norte (Crotalus adamanteus) 410 mg / max 848 mg, etc.
La dosis letal media (LD50), subcutánea (la más aplicable a las mordeduras reales) para ratones es 0.025 mg / kg (0.01 mg / kg subcutáneo, en albúmina de suero bovino). En comparación con la serpiente de mar de pico (Enhydrina schistosa) 0,164 mg / kg, cobra india 0,565 mg / kg, serpiente de cascabel de cabeza de diamante del este de América 11,4 mg / kg, etc., [82] La taipán tierra tiene un rendimiento de veneno menor que su primo la taipán de la costa; sin embargo, su veneno es casi cuatro veces más tóxico.
Las dosis semiletal intravenosa, intraperitoneal e intramuscular para el veneno O. microlepidotus no se ha probado.
La serpiente marina de Belcher (Hydrophis belcheri), que muchas veces se denomina erróneamente serpiente marina de nariz ganchuda (Enhydrina schistosa), se ha popularizado erróneamente como la serpiente más venenosa del mundo, debido al libro publicado de Ernst y Zug, Snakes in Question: el libro de respuestas del Smithsoniano de 1996. El profesor asociado Bryan Grieg Fry, destacado experto en veneno, ha aclarado el error: "El mito del narcótico se debió a un error fundamental en un libro llamado Serpientes en cuestión. Allí, todos los resultados de las pruebas de toxicidad fueron agrupados juntos, independientemente del modo de prueba (por ejemplo, subcutáneo versus intramuscular versus intravenoso vs intraperitoneal). Como el modo puede influir en el número relativo, los venenos solo se pueden comparar en un modo. De lo contrario, son manzanas y rocas ". La dosis semiletal real de la serpiente marina de Belcher (registrada solo por vía intramuscular) es de 0.24 mg / kg [86] y 0.155 mg / kg, menos letal que otras serpientes marinas como la serpiente marina de oliva (Aipysurus laevis) 0.09 mg / kg y el más tóxico intramuscularmente, registrado de las serpientes de mar - la serpiente de mar robusta con bandas negras (Hydrophis melanosoma) 0.082 mg / kg. La serpiente de mar robusta con bandas negras también se ha probado por registro subcutáneo a 0,111 mg / kg. más de cuatro veces menos tóxico que el veneno del taipán del interior. En la prueba subcutánea LD50, en realidad es la serpiente marina de Dubois (Aipysurus duboisii) que tiene el veneno más tóxico de cualquiera de las serpientes marinas probadas, registrándose a 0.044 mg / kg. Esto sigue siendo casi la mitad de letal que el veneno de la taipán del interior.
Las propiedades biológicas y la toxicidad del veneno de una taipán del interior bebé no son significativamente diferentes o más débiles que las de un adulto.
El veneno de la taipan continental consiste en:
- Neurotoxinas: neurotoxinas presinápticas; Paradoxina (PDX), y neurotoxinas postsinápticas; Oxylepitoxina-1, alfa-oxitoxina 1, alfa-scutoxina 1 - que afecta el sistema nervioso.
- Hemotoxinas (procoagulantes) - que afectan la sangre.
- Miotoxinas - afectando los músculos.
- posiblemente Nefrotoxinas - que afecta los riñones.
- posiblemente hemorragias - que afectan los vasos sanguíneos (endotelio).
- enzima hialuronidasa: aumenta la velocidad de absorción del veneno.

La paradoxina (PDX) parece ser una de las beta-neurotoxinas más potentes, si no las más potentes, hasta ahora descubiertas. Las beta-neurotoxinas evitan que las terminaciones nerviosas liberen el neurotransmisor acetilcolina.
Según la investigadora Ronelle Welton de la Universidad James Cook, la mayoría de los componentes del veneno no se han caracterizado y se han realizado pocas investigaciones moleculares sobre las especies de Oxyuranus en general. A partir de 2005, las secuencias de aminoácidos de solo siete proteínas de la taipán continental se enviaron a las bases de datos SWISS-PROT.

### Efectos clínicos
La tasa de mortalidad es alta en casos no tratados:
- Peligro de mordedura: riesgo de envenenamiento grave, alto potencial de letalidad.
- Tasa de envenenamiento:> 80%
- Tasa de letalidad no tratada:> 80%

Clínicamente, el envenenamiento puede representar un escenario complejo de intoxicación múltiple del sistema orgánico con síntomas neurotóxicos típicamente dominantes. La insuficiencia renal aguda, la rabdomiólisis y la coagulación intravascular diseminada también pueden complicar el contexto.
Los primeros síntomas locales y generales de una mordedura son: dolor local y efectos no específicos variables que pueden incluir dolor de cabeza, náuseas, vómitos, dolor abdominal, diarrea, mareos, colapso o convulsiones que conducen a efectos importantes en los órganos: neurotoxicidad, coagulopatía, rabdomiólisis o insuficiencia renal. fracaso / daño y finalmente muerte.
El veneno de O. microlepidotus contiene potentes neurotoxinas presinápticas (toxinas en el veneno que causan parálisis o debilidad muscular). También están presentes las neurotoxinas postsinápticas, que son menos potentes pero de acción más rápida que las presinápticas. Las neurotoxinas presinápticas interrumpen la liberación de neurotransmisores desde el terminal del axón. Esto lleva días resolverse y no responde a antiveneno. Las neurotoxinas postsinápticas bloquean competitivamente los receptores de acetilcolina, pero el efecto puede revertirse mediante antiveneno. El envenenamiento neurotóxico causa una parálisis fláccida descendente progresiva: la ptosis suele ser el primer signo, luego afectación facial (disartria) y bulbar que progresa a disnea y parálisis respiratoria que conduce a asfixia y debilidad periférica. Debido a que puede actuar tan rápido, puede matar a una persona en aproximadamente 45 minutos. También ha habido informes de personas que experimentaron efectos del veneno en media hora. El desarrollo de la parálisis general y / o respiratoria es de suma importancia ya que a menudo es difícil revertirlo una vez establecido, incluso con grandes cantidades de antiveneno. La intubación prolongada y el soporte ventilatorio (tal vez hasta una semana o más) pueden ser necesarios. El diagnóstico precoz de los síntomas neurotóxicos con dosis prontas y adecuadas de antiveneno es fundamental para evitar estas complicaciones.
El veneno también contiene una potente hemotoxina (procoagulantes), un activador de la protrombina que conduce al consumo de factores de coagulación importantes, incluido el fibrinógeno, toxinas en el veneno que interfieren con la coagulación de la sangre. Esto provoca desfibrinación, con sangre no coagulable, que pone a las víctimas en riesgo de sangrado mayor del sitio de la mordedura y puede provocar una hemorragia interna más grave, a veces fatal, especialmente en el cerebro. Recuperarse de esto lleva muchas horas después de que se haya logrado la neutralización del veneno con antiveneno. Los procoagulantes de serpientes taipan se encuentran entre los más poderosos que se conocen. Aunque se ha informado coagulopatía leve para el envenenamiento por O. microlepidotus (Sutherland y Tibballs, 2001).
Hasta el momento, no se han aislado nefrotoxinas (toxinas renales) del veneno, pero la insuficiencia renal (riñón) o la insuficiencia renal aguda pueden ocurrir después de una rabdomiólisis grave. El veneno contiene miotoxinas que causan miólisis (rabdomiólisis, daño muscular); la orina de una víctima de mordida a menudo se vuelve rojiza cuando sus músculos se disuelven y pasan a través de los riñones (mioglobinuria). Los riñones a menudo sufren mucho daño al filtrar tanto tejido extraído de la sangre, y la insuficiencia renal es una complicación común en los casos graves en los que existe un envenenamiento importante.

## Apariencia

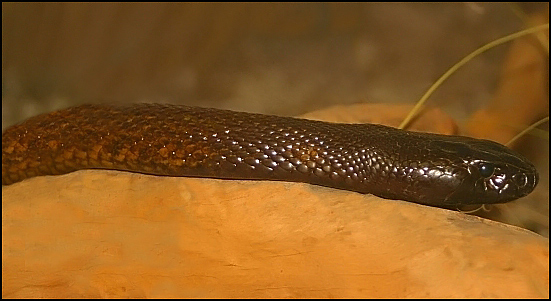
Color marrón (invierno).

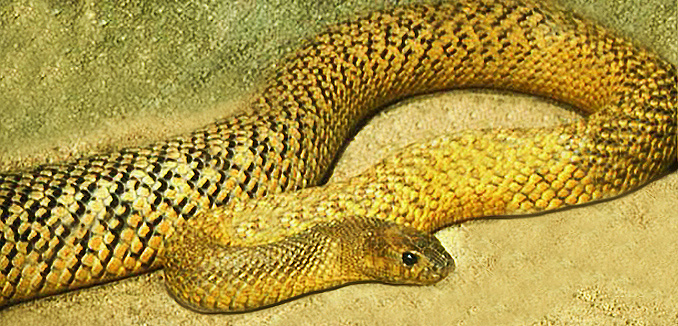
Color oliva (verano).

La taipán del interior es de color marrón amarillo oscuro, en un rango que va desde ricas tonalidades oscuras a un marrón verde oliva dependiendo de la estación. Su parte dorsal, lados y cola pueden tener diferentes sombras de marrón y gris, con muchas escalas que tienen un ancho borde negruzco. Estas escalas con marcas oscuras se dan en filas diagonales de modo que las marcas se alinean para formar galones quebrados de longitud variable que se inclinan hacia atrás y abajo. Las escamas laterales más bajas a menudo tienen el borde anterior amarillo. Las escamas dorsales son lisas y sin quillas. La cabeza con hocico redondo y el cuello es usual que sean notablemente más oscuros que el cuerpo (negro brillante en invierno, marrón oscuro en verano), el color más oscuro que le permite a la serpiente calentarse mientras expone sólo una pequeña porción del cuerpo a la entrada de la madriguera. El ojo es de tamaño promedio con un iris marrón negruzco y sin un notable borde coloreado alrededor de la pupila. Tiene veintitrés filas de escamas de mitad de cuerpo, entre 55 y 70 escamas subcaudales, y una escama anal. Mide aproximadamente un metro ochenta cm de longitud, aunque especímenes más largos pueden alcanzar los dos metros.

### Adaptación estacional
Se adapta a su ambiente cambiando el color de la piel durante los cambios estacionales. Tiende a ser más claro en verano y más oscuro en invierno. Este cambio de color estacional sirve en la termo-regulación, permitiendo a la serpiente absorber más luz (por lo tanto convertida en calor) en los meses más fríos.

## Distribución geográfica
La taipán del interior es nativa de las regiones áridas de Australia central, que se extienden desde la parte sudeste a la parte noreste del Territorio del Norte, y en Queensland occidental. La taipán del interior puede ser encontrado también al norte del Lago Eyre y al oeste de la división de los ríos Murray, Darling y Murrumbidgee.

## Comportamiento
La taipán del interior es una serpiente tímida, conocedora de su potencial, calmada y dócil, que sólo usará su veneno si es absolutamente necesario por dos razones. La primera, si mata, debe tener una buena razón. La segunda, no debe malgastar su veneno, que no se regenera al instante, porque tiene muchos depredadores al acecho, como águilas y otros animales terrestres y voladores. Una curiosidad es que, cuando muerde, lo hace tres veces en vez de una. La razón, no le gusta el contacto físico y no desea estar cerca de otros animales bajo ningún concepto. Además, si se queda inyectando veneno bastante tiempo, el animal puede matarla. Su proceso de inyección de veneno es este: Muerde, inyecta poco veneno y repite el proceso dos veces más para así llegar al estándar de 44 miligramos.

### Dieta
Su dieta está compuesta predominantemente por pequeños depredadores, unos cuantos roedores, pequeños pájaros, ratas y raras veces marsupiales de Australia. Los matan aplicándoles rápidamente múltiples mordeduras, inyectando su veneno en las víctimas.

### Reproducción
La taipán del interior produce nidadas de entre una y dos docenas de huevos. Las crías nacen dos meses más tarde. Pone los huevos en madrigueras de animales abandonadas y grietas profundas. La tasa de reproducción depende en parte de su dieta. Si no hay suficiente comida entonces la serpiente se reproducirá menos.